# G1 (podfaza)
G1 (G od eng. gap) je podfaza u interfazi, fazi staničnog ciklusa. U ovoj se podfazi zbiva biosinteza bjelančevina i glasničke RNK. Stanica raste, a stanične strukture i organeli se udvostručavaju.
Poslije podfaze G1 slijedi podfaza sinteze. 